# Pontus Dahlberg
Pontus Jacob Ragne Dahlberg (ur. 21 stycznia 1999 w Älvängen) – szwedzki piłkarz występujący na pozycji bramkarza w Watford.